# Гогино (Харьковская область)
Гогино (укр. Гогине) — село в Ольховатской сельской общине Купянского района Харьковской области Украины.
Код КОАТУУ — 6321455601. Население по переписи 2001 г. составляет 92 (41/51 м/ж) человека.

## Географическое положение
Село Гогино находится в 2-х км от пгт Приколотное.
В селе небольшая запруда.
На расстоянии в 1 км проходит автомобильная дорога Р-34.
В 2-х км железнодорожная станция Приколотное.

## История
- 1750 — дата основания.
- До 2020 село входило в Приколотнянский поселковый совет, Великобурлукский район, Харьковская область.

## Достопримечательности
- Братская могила советских воинов.